# Harmonia quadripunctata
Harmonia quadripunctata – gatunek chrząszcza z rodziny biedronkowatych (Coccinellidae).

## Opis
Ciało imago długie na 5-6 mm, lekko spłaszczone. Głowa biała lub żółta, z dwiema bądź czterema czarnymi plamkami. Przedplecze białe, rzadziej żółtawe lub zielonkawe, z najczęściej jedenastoma czarnymi plamami ułożonymi w charakterystyczny wzór. Pokrywy czerwonopomarańczowe lub sporadycznie bladożółte, jasno obrzeżone. Układ i liczba kropek na pokrywach zmienne; mogą być to, na przykład, dwie plamki na brzegu obu pokryw, osiem plamek na każdej z pokryw lub całkowity brak plamkowania, zwłaszcza w przypadku osobników o ubarwieniu bladożółtym. Odnóża i czułki brunatnawe.
Larwa czarna, pokryta kolcowatymi wyrostkami. Boki czterech pierwszych segmentów odwłoka oraz obecne na nich wyrostki jasnopomarańczowe; tej samej barwy para wyrostków na środku segmentu czwartego.

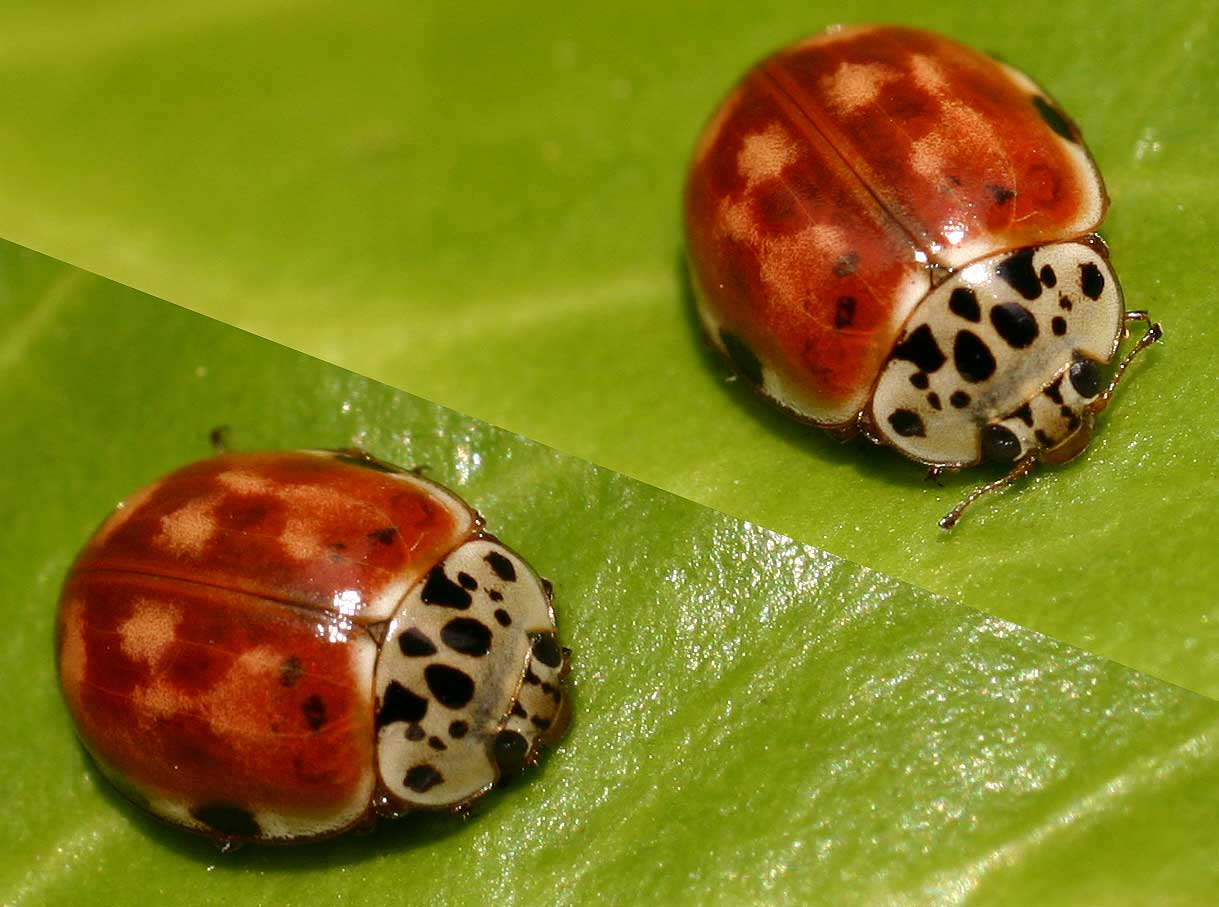
Forma z dwiema plamkami
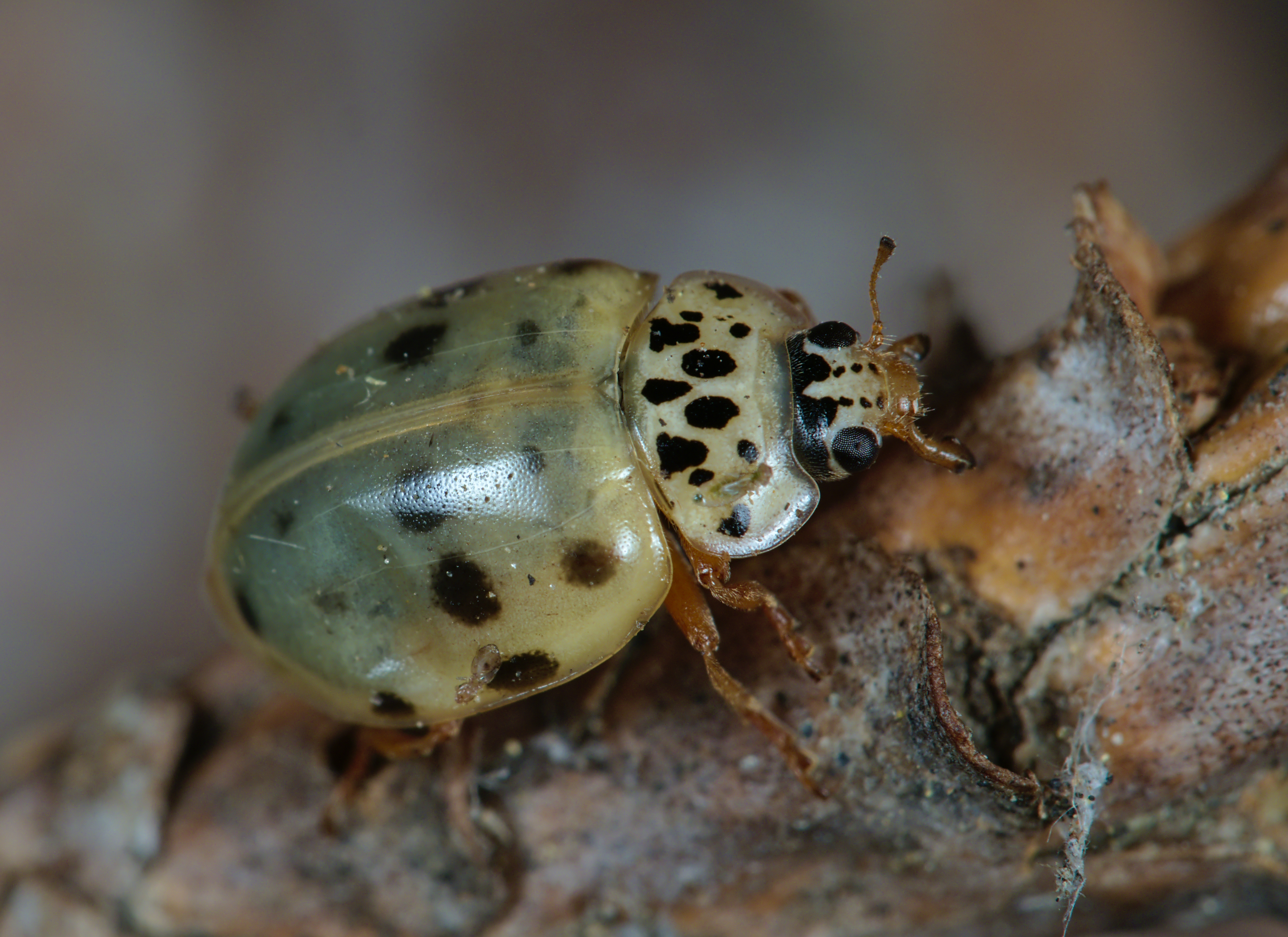
Forma bladożółta
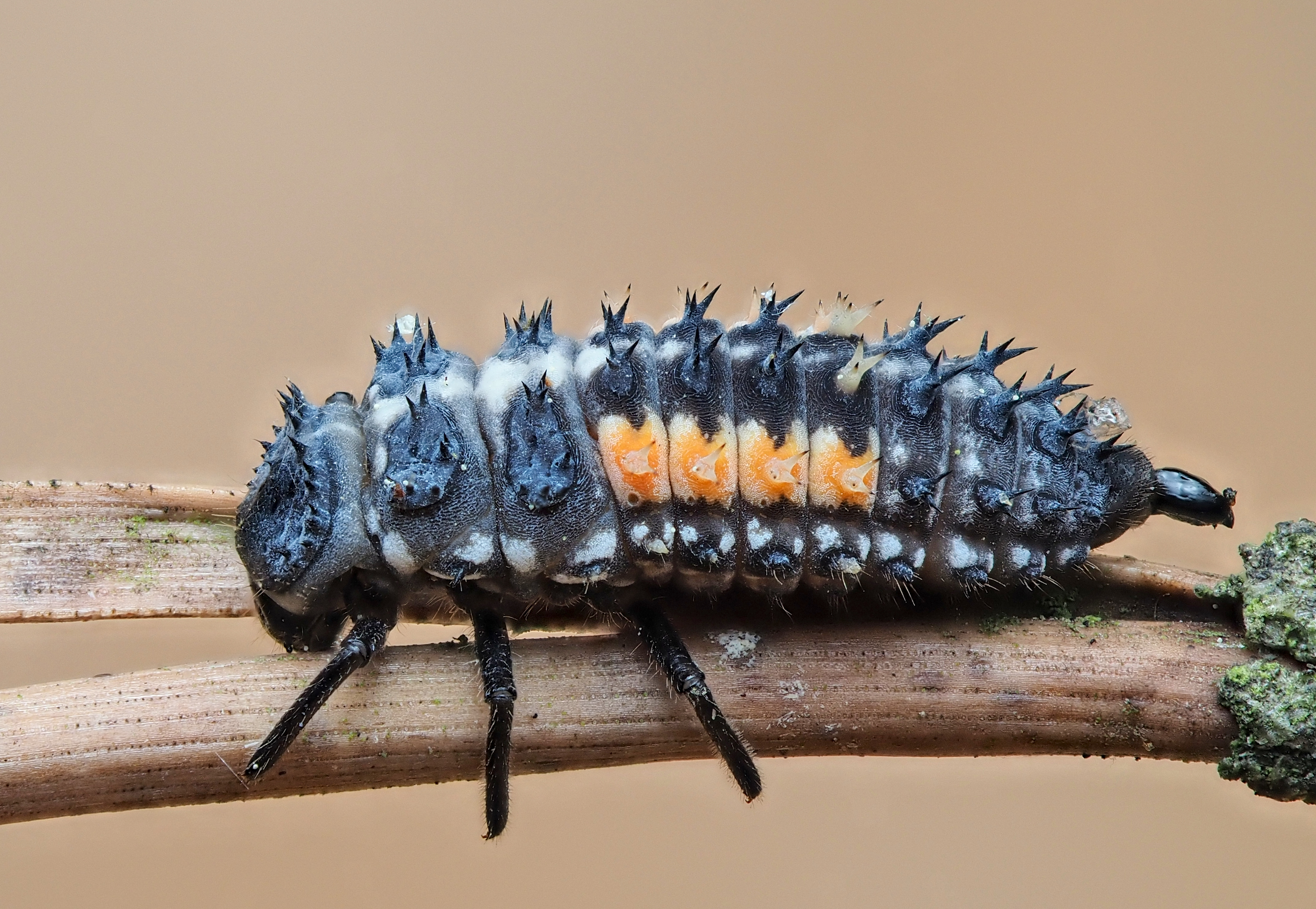
Larwa
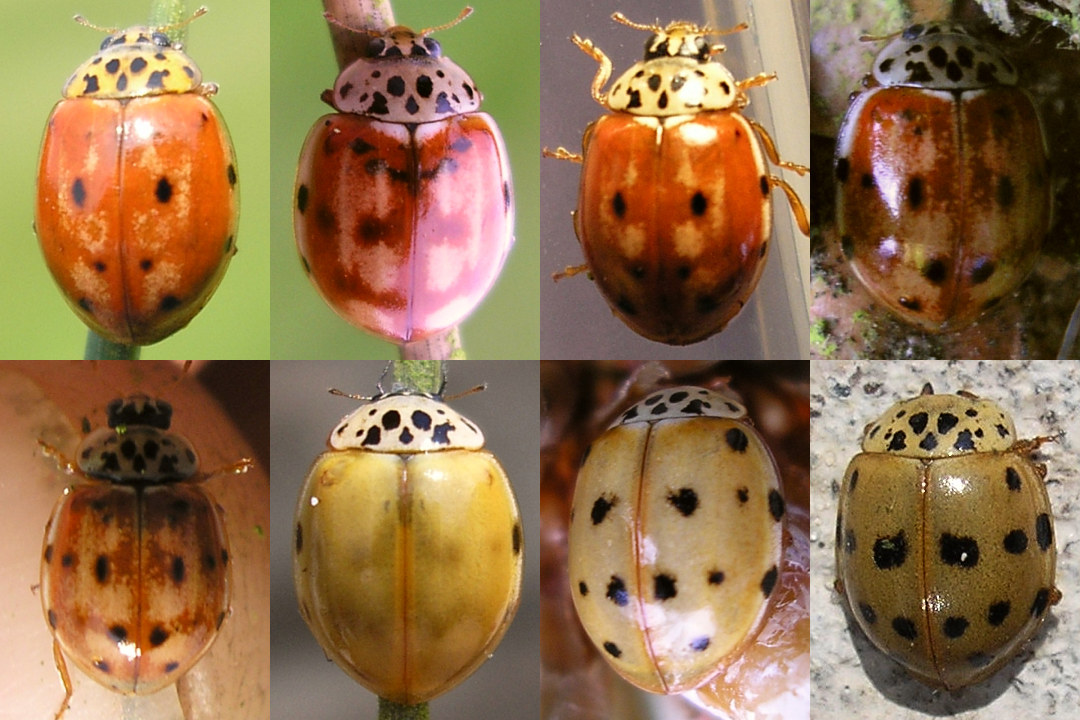
Różnorodność form barwnych imagines

## Biologia
Biedronki te zamieszkują parki i lasy z udziałem drzew iglastych, szczególnie sosen. Przemierzają ich gałęzie, poszukując pożywienia w postaci mszyc, na przykład z gatunku Pineus pini czy Cinara pilicornis. Często w miejscach, do których gatunek został zawleczony, obserwowany jest na uprawach migdałów, brzoskwiń czy jabłek, gdzie stwierdzono żerowanie na mszycach Dysaphis plantaginea czy Dysaphis devecta. Aktywne od marca do października. Do rozrodu dochodzi wiosną, po czym samice składają jaja na igłach drzew. Zimują postacie dorosłe, często gromadnie, pod obluźnioną korą.

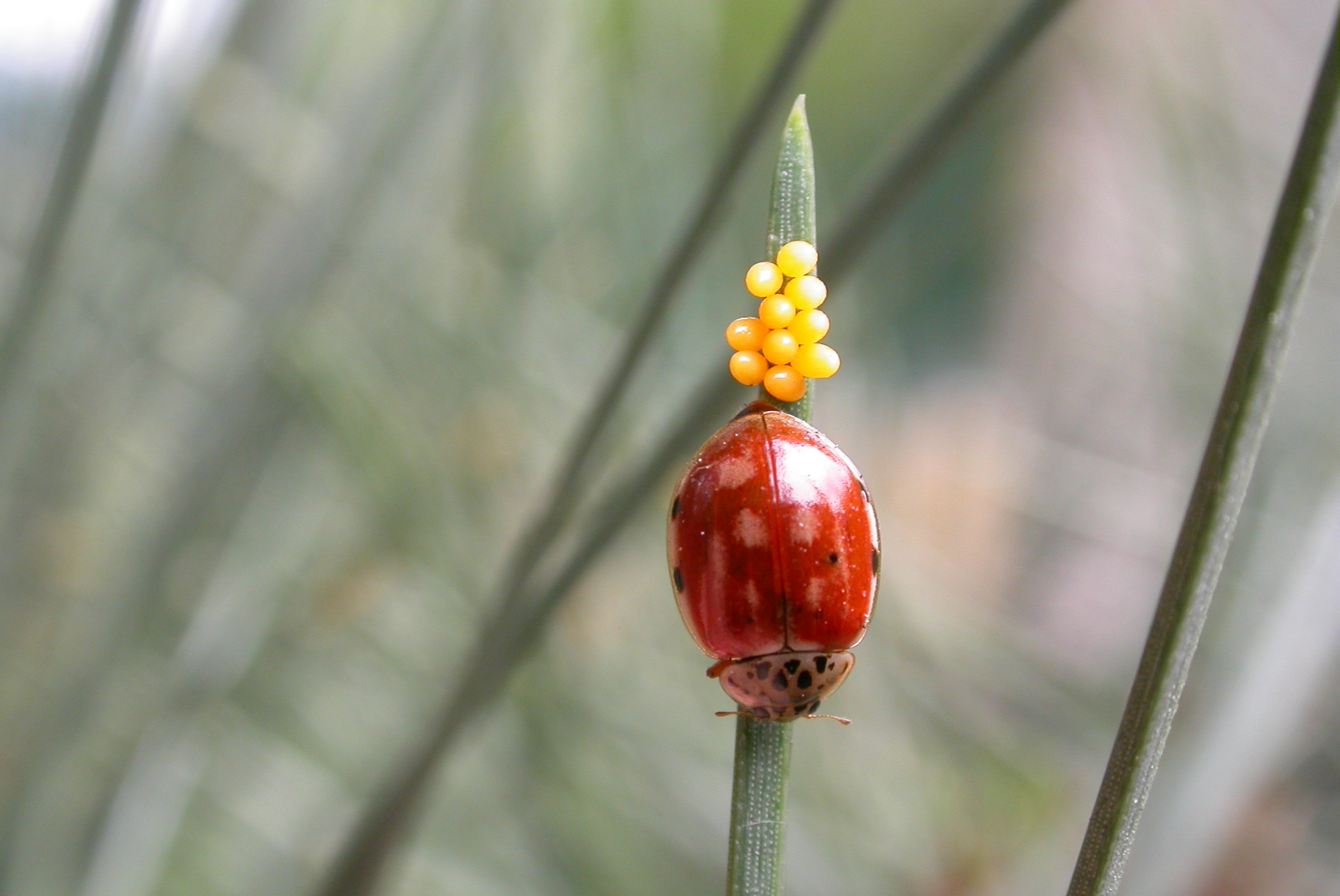
W trakcie składania jaj
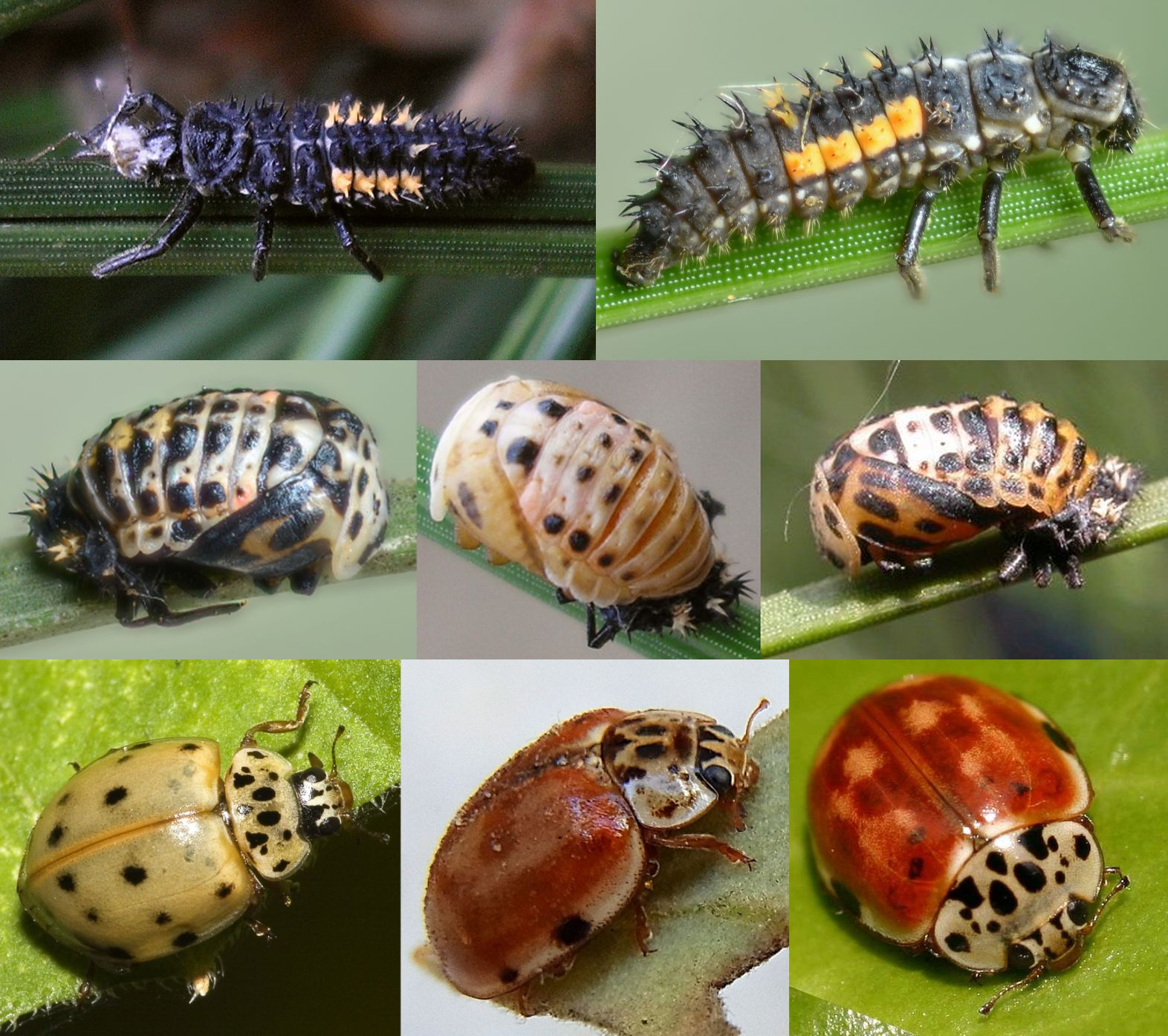
Poszczególne stadia rozwojowe H. quadripunctata: w górnej części larwy, w środkowej poczwarki, w dolnej imagines różnych form barwnych

## Występowanie
Gatunek pierwotnie palearktyczny. Rozpowszechniony w całej Europie, rzadki wyłącznie na północy kontynentu. Obecny w Azji Zachodniej i Środkowej. Od 2016 roku stale obserwowany na Tajwanie. W Polsce występuje pospolicie na terenie całego kraju. Historycznie jedyny krajowy reprezentant rodzaju Harmonia, co uległo zmianie po introdukcji biedronki azjatyckiej (Harmonia axyridis). Chrząszcz notowany także z Ameryki Południowej (Chile, Argentyna, Urugwaj) oraz północno-wschodniego wybrzeża Ameryki Północnej. W Afryce regularne widywany w RPA od 2018 roku.